# Nguyễn Thị Cận
Nguyễn Thị Cận (chữ Hán: 阮氏瑾; ? - 1488) là một phi tần của Lê Hiến Tông Lê Tranh, mẹ đẻ của Lê Uy Mục Lê Tuấn. Đương thời gọi bà là Chiêu Nhân thái hậu (昭仁太后), sử gia Lê Quý Đôn chép trong Đại Việt thông sử gọi bà là Hiến Tông Nguyễn hoàng hậu (憲宗阮皇后).

## Tiểu sử
Chiêu Nhân thái hậu Nguyễn thị, tên kị là Cẩn (瑾), hay bị đọc thành Cận, người làng Phù Chẩn, huyện Đông Ngàn. Lúc nhỏ mồ côi cha, nhà nghèo, mẹ tần tảo nuôi con khôn lớn.
Một hôm, người mẹ bắt được con cá to để lại cho con ăn chứ không bán cho lý trưởng nên bị lý trưởng thù ghét và tìm cách hãm hại khiến người mẹ cùng quẫn phải bán con gái đi làm người ở cho một gia đình giàu ở kinh thành Thăng Long. Sau nhà ấy có tội, Nguyễn Thị Cận bị tịch thu sung làm quan tỳ, do đó được vào hầu Vĩnh Ninh cung, nơi ở của Huy Gia hoàng thái hậu, khi ấy đang là Quý phi đứng đầu hậu cung.
Thái tử Lê Tranh (tức Lê Hiến Tông sau này) khi thăm mẹ là Nguyễn Quý phi, tình cờ thấy nô tì Nguyễn Thị Cận xinh đẹp, đem lòng yêu mến, xin Quý Phi cho lấy về làm thiếp. Lúc đó Thái tử đã có Chính phi là Nguyễn Thị Hoàn, Thứ phi là bà Mai Ngọc Đỉnh, người đã sinh ra cho Thái tử con trai đầu tiên là Lê Tuân và cuối cùng là Nguyễn thị người xã Hoa Lăng. Bà xuất thân hèn kém, trong số các phi tần của Lê Hiến Tông, bà thân thiết với Hoa Lăng Nguyễn thị nhất, cũng vì xuất thân như thế nên Nguyễn Quý phi rất không thích bà, thường tỏ ra lạnh nhạt.
Ngày 5 tháng 5, năm 1488, Nguyễn Thị Cận sinh một hoàng nam, đặt tên là Lê Tuấn. Nhưng bà bị bệnh hậu sản, băng huyết dẫn đến qua đời ngay sau đó. Trước khi lâm chung, bà đã nhờ bà Kính phi chăm sóc con mình.
Ngày 8 tháng 12, năm 1504, Lê Túc Tông Lê Thuần - con của Quý phi Nguyễn Thị Hoàng qua đời mà không có con nối dõi. Trước khi băng, Lê Túc Tông đã chỉ định anh trai Lê Tuấn làm người kế thừa. Nhưng Huy Gia hoàng thái hậu vì cho rằng bà là người thấp hèn nên con trai cũng không ra gì, không đồng ý với di chiếu. Các đại thần giúp đỡ Lê Tuấn là Nguyễn Nhữ Vy cùng Nguyễn Kính phi quyết định lập mưu lừa Thái hoàng thái hậu, lập Lê Tuấn lên kế vị. Lê Tuấn lên kế vị, tức là Lê Uy Mục.
Năm Đoan Khánh thứ 1 (1505), ngày 18 tháng 2 âm lịch, Uy Mục Đế truy tôn mẹ mình làm Chiêu Nhân Hoằng Ý hoàng thái hậu (昭仁弘懿皇太后).